# PFA Merit Award

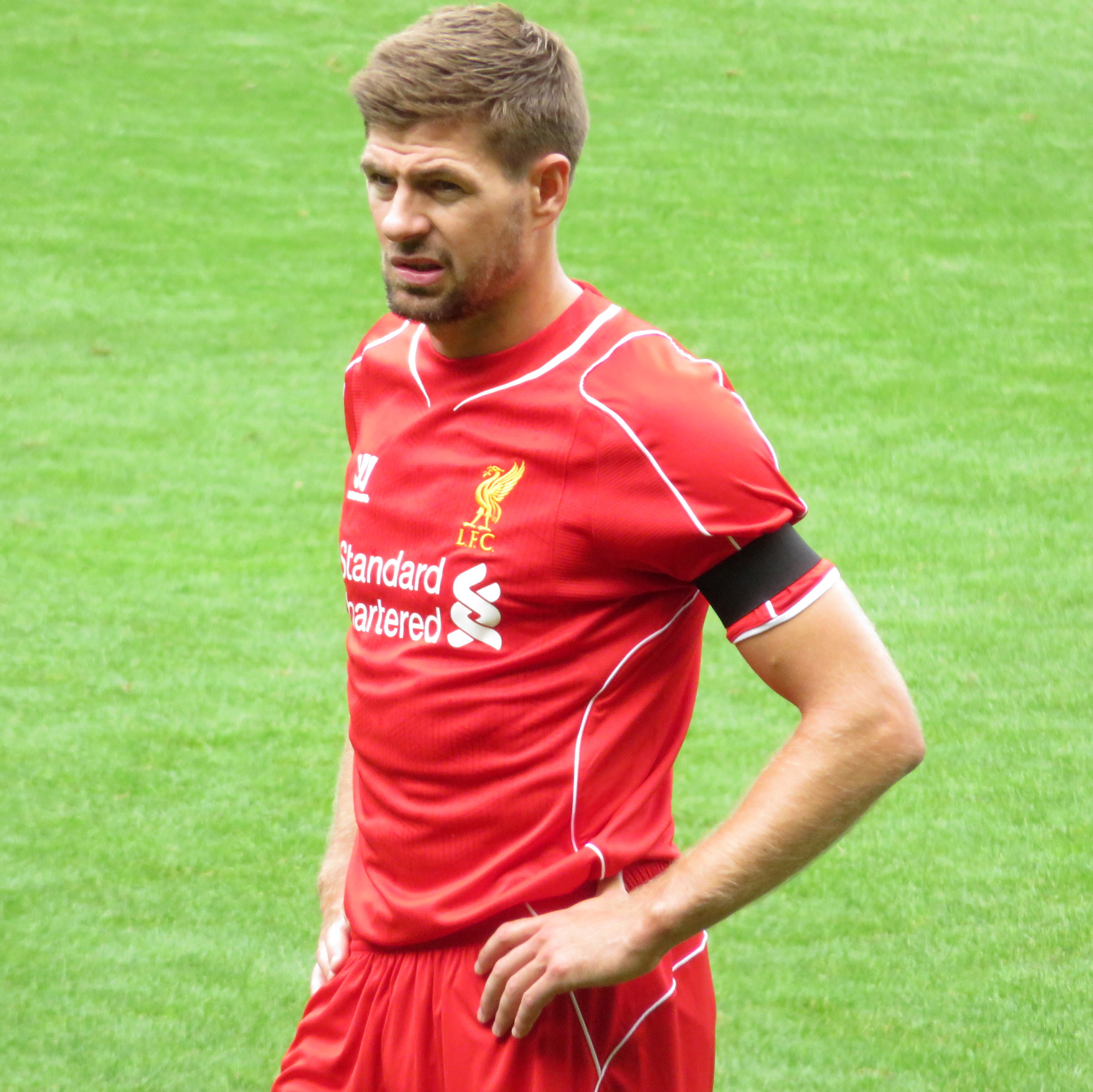
Steven Gerrard, lauréat en 2015.

Le Professional Footballers' Association Merit Award (appelé plus généralement PFA Merit Award, ou Merit Award) est un prix remis par la Professional Footballers' Association (PFA) pour les joueurs qui ont rendu le plus de services au football 
Bobby Charlton et Cliff Lloyd sont les premiers à recevoir le prix en 1974. Le dernier vainqueur de ce prix est Ryan Giggs.

## Liste des vainqueurs

### Années 1970
| Année | Vainqueur(s)   | Note                                        |
| ----- | -------------- | ------------------------------------------- |
| 1974  | Bobby Charlton | Premiers vainqueurs du prix                 |
| 1974  | Cliff Lloyd    | Premiers vainqueurs du prix                 |
| 1975  | Denis Law      | Premier vainqueur du prix hors d'Angleterre |
| 1976  | George Eastham |                                             |
| 1977  | Jack Taylor    |                                             |
| 1978  | Bill Shankly   |                                             |
| 1979  | Tom Finney     |                                             |

### Année 1980
| Année | Vainqueur(s)                                  | Note |
| ----- | --------------------------------------------- | ---- |
| 1980  | Matt Busby                                    |      |
| 1981  | John Trollope                                 |      |
| 1982  | Joe Mercer                                    |      |
| 1983  | Bob Paisley                                   |      |
| 1984  | Bill Nicholson                                |      |
| 1985  | Ron Greenwood                                 |      |
| 1986  | Équipe d'Angleterre de la Coupe du Monde 1966 |      |
| 1987  | Stanley Matthews                              |      |
| 1988  | Billy Bonds                                   |      |
| 1989  | Nat Lofthouse                                 |      |

### Années 1990
| Année | Vainqueur(s)                                                       | Note                                                                                      |
| ----- | ------------------------------------------------------------------ | ----------------------------------------------------------------------------------------- |
| 1990  | Peter Shilton                                                      |                                                                                           |
| 1991  | Tommy Hutchison                                                    |                                                                                           |
| 1992  | Brian Clough                                                       |                                                                                           |
| 1993  | Équipe de Manchester United vainqueur de la Coupe d'Europe de 1968 |                                                                                           |
| 1993  | Eusébio                                                            | Premier vainqueur du prix hors Grande-Bretagne Premier vainqueur en dehors du Royaume-Uni |
| 1994  | Billy Bingham                                                      |                                                                                           |
| 1995  | Gordon Strachan                                                    |                                                                                           |
| 1996  | Pelé                                                               | Premier vainqueur hors d'Europe                                                           |
| 1997  | Peter Beardsley                                                    |                                                                                           |
| 1998  | Steve Ogrizovic                                                    |                                                                                           |
| 1999  | Tony Ford                                                          |                                                                                           |

### Années 2000
| Année | Vainqueur(s)   | Note |
| ----- | -------------- | ---- |
| 2000  | Gary Mabbutt   |      |
| 2001  | Jimmy Hill     |      |
| 2002  | Niall Quinn    |      |
| 2003  | Bobby Robson   |      |
| 2004  | Dario Gradi    |      |
| 2005  | Shaka Hislop   |      |
| 2006  | George Best    |      |
| 2007  | Alex Ferguson  |      |
| 2008  | Jimmy Armfield |      |
| 2009  | John McDermott |      |

### Années 2010
| Année | Vainqueur(s)                       | Note                              |
| ----- | ---------------------------------- | --------------------------------- |
| 2010  | Lucas Radebe                       |                                   |
| 2011  | Howard Webb                        |                                   |
| 2012  | Graham Alexander                   |                                   |
| 2013  | The Class of '92 Manchester United |                                   |
| 2014  | Donald Bell VC                     |                                   |
| 2015  | Steven Gerrard                     |                                   |
| 2015  | Frank Lampard                      |                                   |
| 2016  | Ryan Giggs                         |                                   |
| 2017  | David Beckham                      |                                   |
| 2018  | Cyrille Regis                      |                                   |
| 2019  | Stephanie Houghton                 | Première femme à recevoir le prix |

### Années 2020
| Année | Vainqueur(s)                 | Note                                                      |
| ----- | ---------------------------- | --------------------------------------------------------- |
| 2020  | Marcus Rashford              |                                                           |
| 2021  | Gordon Taylor                |                                                           |
| 2022  | Roy Hodgson Hope Powell      | Première fois où le prix récompense un homme et une femme |
| 2023  | Ian Wright Jill Scott        |                                                           |
| 2024  | Dean Lewington Fara Williams |                                                           |